# Sinophorus moroccoensis
Sinophorus moroccoensis är en stekelart som beskrevs av Sanborne 1984. Sinophorus moroccoensis ingår i släktet Sinophorus och familjen brokparasitsteklar. Inga underarter finns listade i Catalogue of Life.